# Parc provincial de Clearwater River
Le parc provincial de Clearwater River (Clearwater River Provincial Park) est un parc provincial du nord-ouest de la Saskatchewan au Canada. Le parc protège le cours de la rivière Clearwater entre le lac Lloyd et la frontière albertaine. Il comprend aussi le portage La Loche.
Le portage La Loche a été désigné comme événement historique national en 1933 et la rivière Clearwater a été désigné rivière du patrimoine en 1986.
La rivière Clearwater a sur son cours des rapides de classe II à IV,.